# Władysław Taczanowski
Władysław Ladislaus Taczanowski (Jabłonna, 1 maart 1819 - Warschau, 17 januari 1890) was een Poolse dierkundige (vooral ornitholoog).

## Biografie

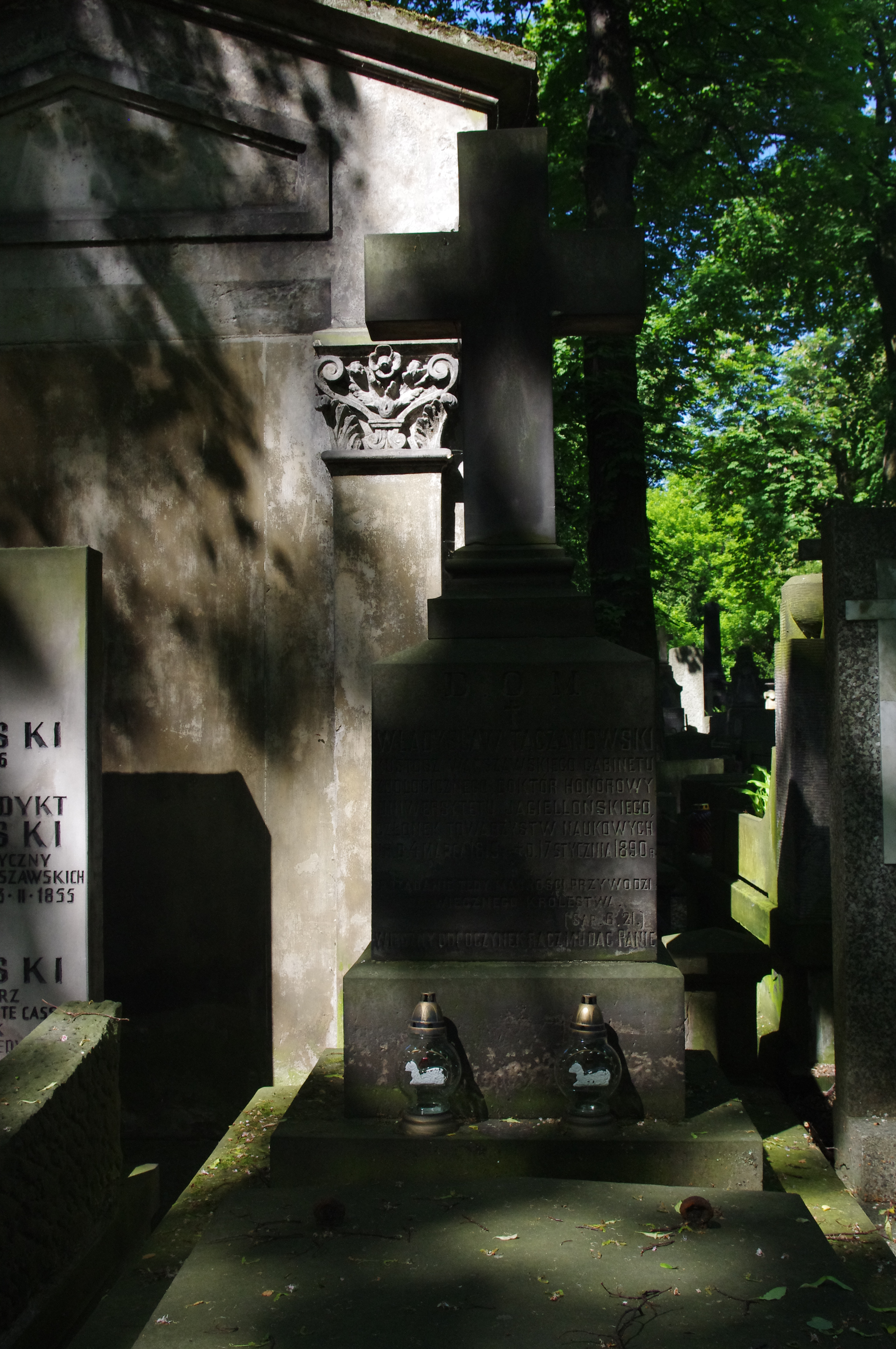
Taczanowski's graf in de Powązki begraafplaats

Taczanowski werd geboren in 1819 in Jabłonna als lid van een oude adellijke familie uit Polen. Taczanowski wordt beschouwd als een van de belangrijkste Europese zoölogen van de negentiende eeuw. Hij werd opgeleid in Parijs en werkte bij musea in Wenen, Berlijn, Parijs en Londen. Hij was conservator van de zoölogische afdeling van de Universiteit van Warschau vanaf 1862 (als opvolger van Feliks Jarocki) tot aan zijn dood in 1890. 
Taczanowski nam deel aan een expeditie naar Algerije met Anthony S. Waga van 1866 tot 1867.
Hij is de soortauteur van 69 soorten vogels (waarvan 12 samen met Hans Graf von Berlepsch) zoals het Kaukasisch korhoen (Lyrurus mlokosiewiczi) en de roodvleugelstruiktiran (Polioxolmis rufipennis). Als eerbetoon zijn een groot aantal diersoorten naar hem vernoemd, onder andere Taczanowski's tinamoe (Nothoprocta taczanowskii), Puna-fuut (Podiceps taczanowskii), bergpaca (Cuniculus taczanowskii, een knaagdier) en  Ladislavia taczanowskii (een straalvinnige vissensoort) 

## Publicaties
- Birds of Poland, 1882.
- Ornithology of Peru, 1884-1886.
- "Les Aranéides de la Guyane française," Horae Societatis entomologicae Rossicae, 1871
- "Les Aranéides de la Guyane française," Horae Societatis entomologicae Rossicae, 1873
- "Les Aranéides du Perou. Famille des Attidés", 1879

- Gemeinsame Normdatei: 117613207
- International Standard Name Identifier: 0000 0000 7327 8151
- Library of Congress Control Number: nb2008002598
- Nationale Bibliotheek van Tsjechië: mzk2013799164
- Nederlandse Thesaurus van Auteursnamen: 071332340
- Réseau des bibliothèques de Suisse occidentale: 02-A016421727
- Virtual International Authority File: 27852972
- WorldCat: E39PBJdCphMr7wDGBkYmjDW4bd